# Oborniki
Oborniki é um município da Polônia, na voivodia da Grande Polônia e no condado de Oborniki. Estende-se por uma área de 14,08 km², com 18 375 habitantes, segundo os censos de 2016, com uma densidade de 1305,0 hab/km².